# Silje Nergaard
Silje Nergaard (nascuda el 19 de juny de 1966 a Steinkjer, Noruega) és una cantant i compositora de jazz noruega. Canta en noruec i en anglès, i a data 2019 era l'artista de jazz més reeixida de la història de Noruega, així com una de les cantants més populars del país.

## Carrera professional
Va debutar musicalment als 16 anys, el 1983, quan es va afegir de forma espontània a una jam-session de jazz del festival Molde Jazz (Noruega). Poc després va marxar a viure a Londres, on va començar a definir la seva carrera musical dins del jazz pop. Va assolir fama internacional l'any 1990, després de la publicació de l'àlbum Tell Me Where You're Going (amb Lifetime Records), on col·laborava en una cançó el reconegut guitarrista de jazz Pat Metheny. La cançó que dona nom a l'àlbum va ser número u de vendes al Japó. Seguidament publicà l'àlbum Silje, el 1991, i The Cow on the Highway (1995). Seguidament, va acabar la relació amb Lifetime records i va firmar amb Kirkelig Kulturverksted, produint dos àlbums, Brevet (1995) i Hjemmefra (1996) en noruec. A data de 2019, el seu àlbum més exitós ha estat At First Light, publicat el 2001, que és també el disc de jazz més venut de la història de Noruega.
El seu grup té com a integrants principals els pianista Tord Gustavsen i el percussionista Jarle Vespestad, ambdós referents de l'escena de jazz noruega. Ha col·laborat també amb artistes de renom internacional, tals com Al Jarreau, Pat Metheny, Toots Thielemanns, Morten Harket (A-ha), Espen Berg o la Metropole Orchestra of the Netherlands, entre d'altres. És una de les poques artistes noruegues que ha sigut capaç d'accedir a la majoria dels principals mercats musicals, com Japó, Brasil, Alemanya, Estats Units o el Regne Unit.

## Vida personal
Està casada amb el cantant noruec Heine Totland, amb qui té dues filles.

## Concerts a Catalunya
- 12 de juny de 2001, Sala Luz de Gas, Barcelona[7]
- 2 de juny de 2007, Sala Luz de Gas, Barcelona

## Discografia
- Si det, si det (1985)
- Tell Me Where You're Going (1990), single
- Silje (1991)
- Cow on the Highway (1995)
- Brevet (1995)
- Hjemmefra - From Home (1996)
- Port of Call (2000)
- At First Light (2001)
- Nightwatch (2003)
- Be Still My Heart - The Essential (Disc recopilatori, 2005)
- Live in Koln (Disc en directe, 2005)
- Darkness Out of Blue (2007)
- A Thousand True Stories (2009)
- If I Could Wrap Up a Kiss (2010)
- Unclouded (2012)
- Det Går Nok Over (2012), single
- Chain of Days (2015)
- For You a Thousand Times (2017)
- Japanese Blue (2020)
- Houses (2021)

## Premis i reconeixements
- Menció d'honor a la US Songwriting Contest per "I Don't Wanna See You Cry" (1999)
- Årets Spellemann Artista de l'any (2003)
- Dutch Edison Jazz Vocal Award per "Darkness out of Blue" (2007)
- Nominació al Grammy pel Millor Arranjament per "Based on a Thousand True Stories" de Vince Mendoza. Gravat amb la l'Orquestra Metropolitana d'Holanda (2010)